# Большое (озеро, Шарыповский округ)
Большо́е (также Парное, Тенгерикуль, Тегирголь, прежнее название Божье) — проточное озеро на территории Шарыповского муниципального округа Красноярского края. Площадь водной поверхности 32,3 км². Площадь водосборного бассейна — 213 км². Относится к бассейну реки Чулым.
Озеро Большое находится в восточных отрогах Кузнецкого Алатау среди невысоких, сглаженных горных хребтов, холмов и равнинных участков, в 40 км западнее города Ужура, недалеко от границы горной тайги и степей Чебаково-Балахтинской котловины. Озеро вытянуто с севера на юг, слегка изогнуто, находится на высоте 405 м над уровнем моря. Длина озера — 12,8 км, ширина колеблется от 1,4 до 4,2 км.  
На юге, вытекая из озера Малое, впадает река Парнушка; эта же река вытекает на севере. На берегах расположены населённые пункты: Сартачуль, Парная и Большое Озеро. Западный берег озера покрыт берёзовым лесом, восточный — холмистый, открытый. На берегу имеются пляжи, базы отдыха, коттеджи, кемпинги. Имеется большой оздоровительно-рекреационный потенциал.
Дно озера у берегов в основном песчаное, но местами илистое, пологое. Максимальная глубина в центре озера — 29 метров. Вода пресная, прозрачная, летом хорошо прогревается, температура у поверхности достигает +25°. 
Богато рыбой, водятся: окунь, щука, плотва, карась. Благодаря усилиям по искусственному зарыблению в озере появились пелядь, лещ, сиг и омуль.
Код объекта в государственном водном реестре — 13010400111115200001013.

## Галерея

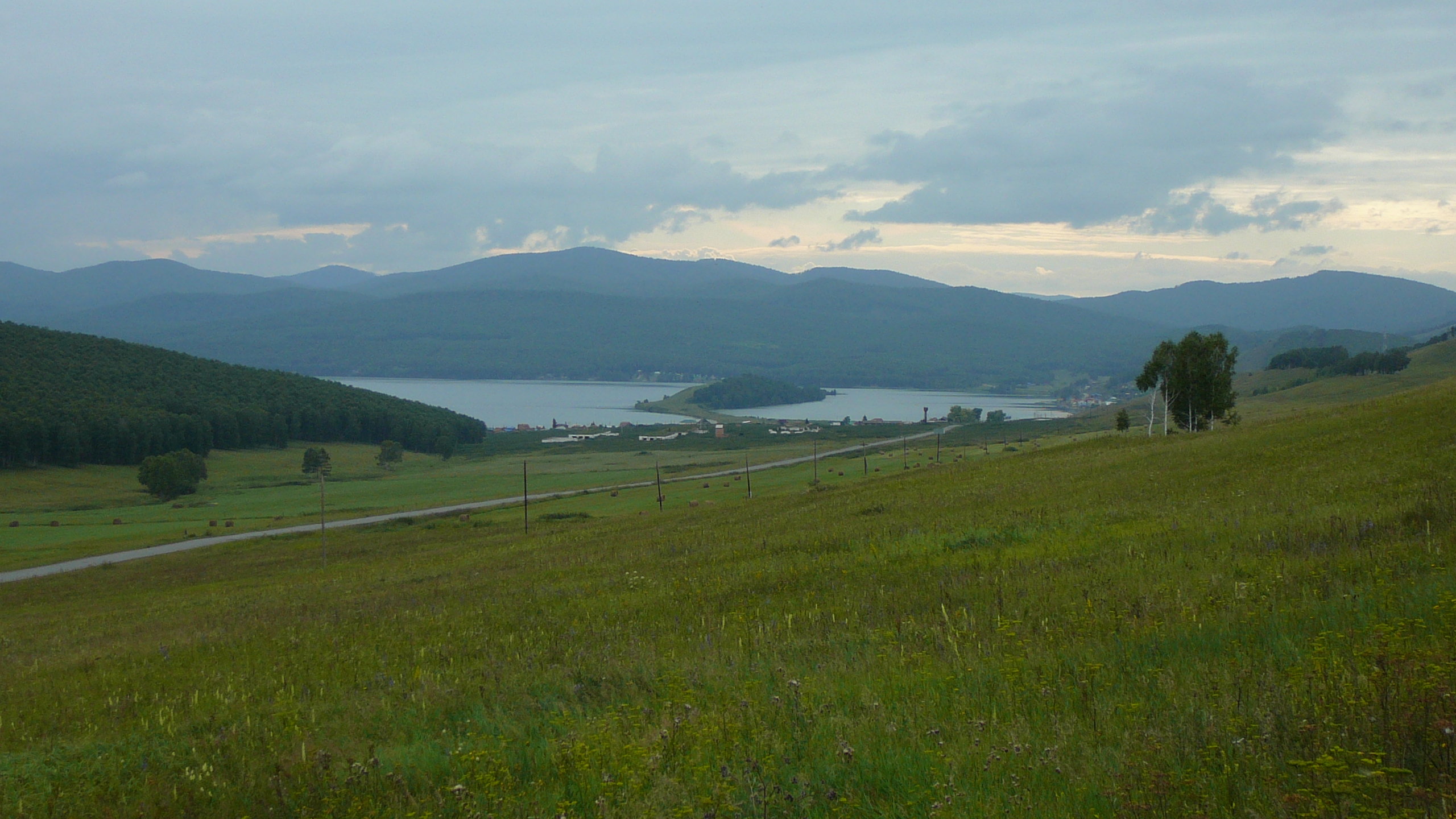
оз. Большое и п-ов Стрелка у с. Парная
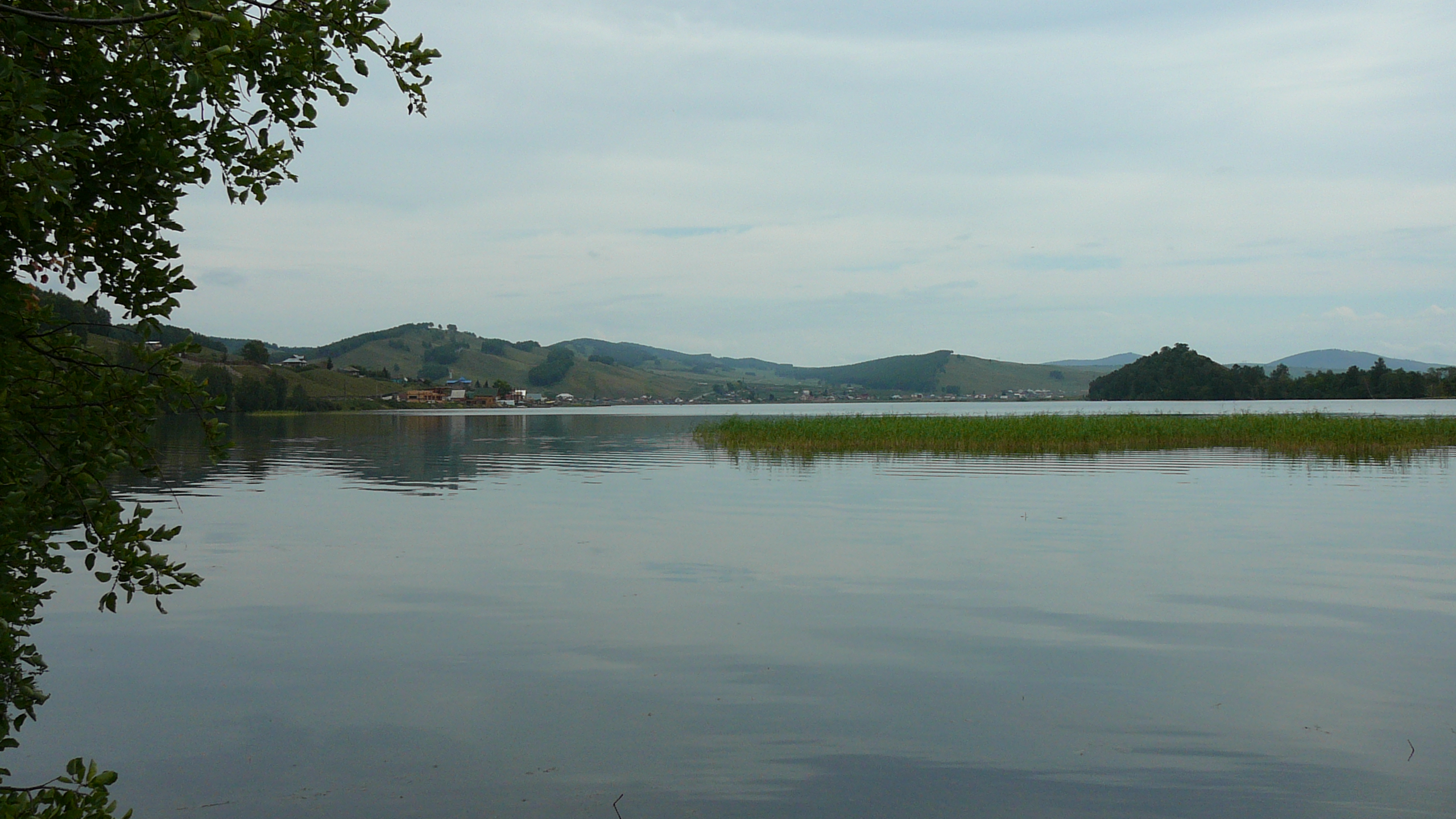
оз. Большое у с. Парная
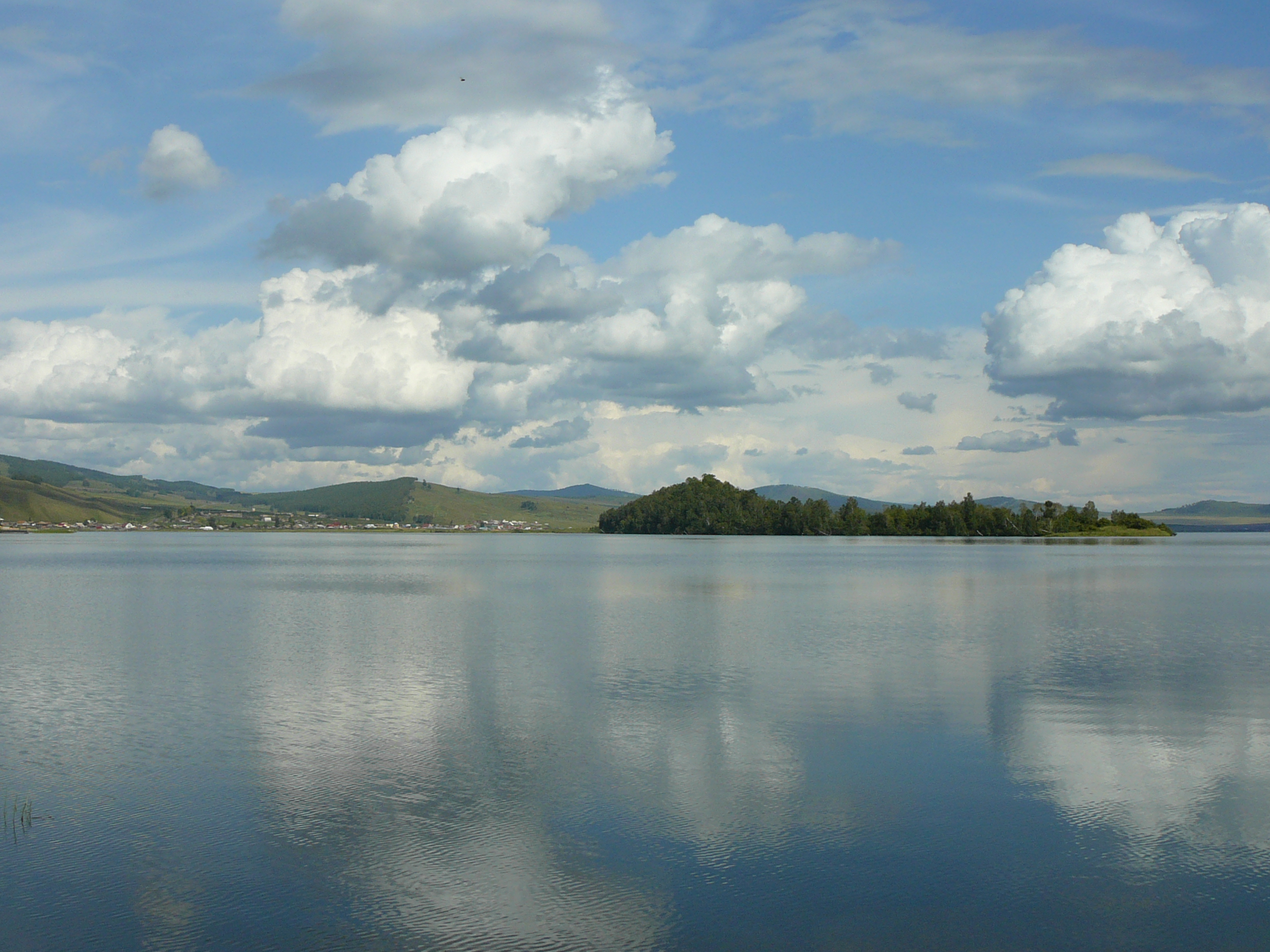
оз. Большое у с. Парная
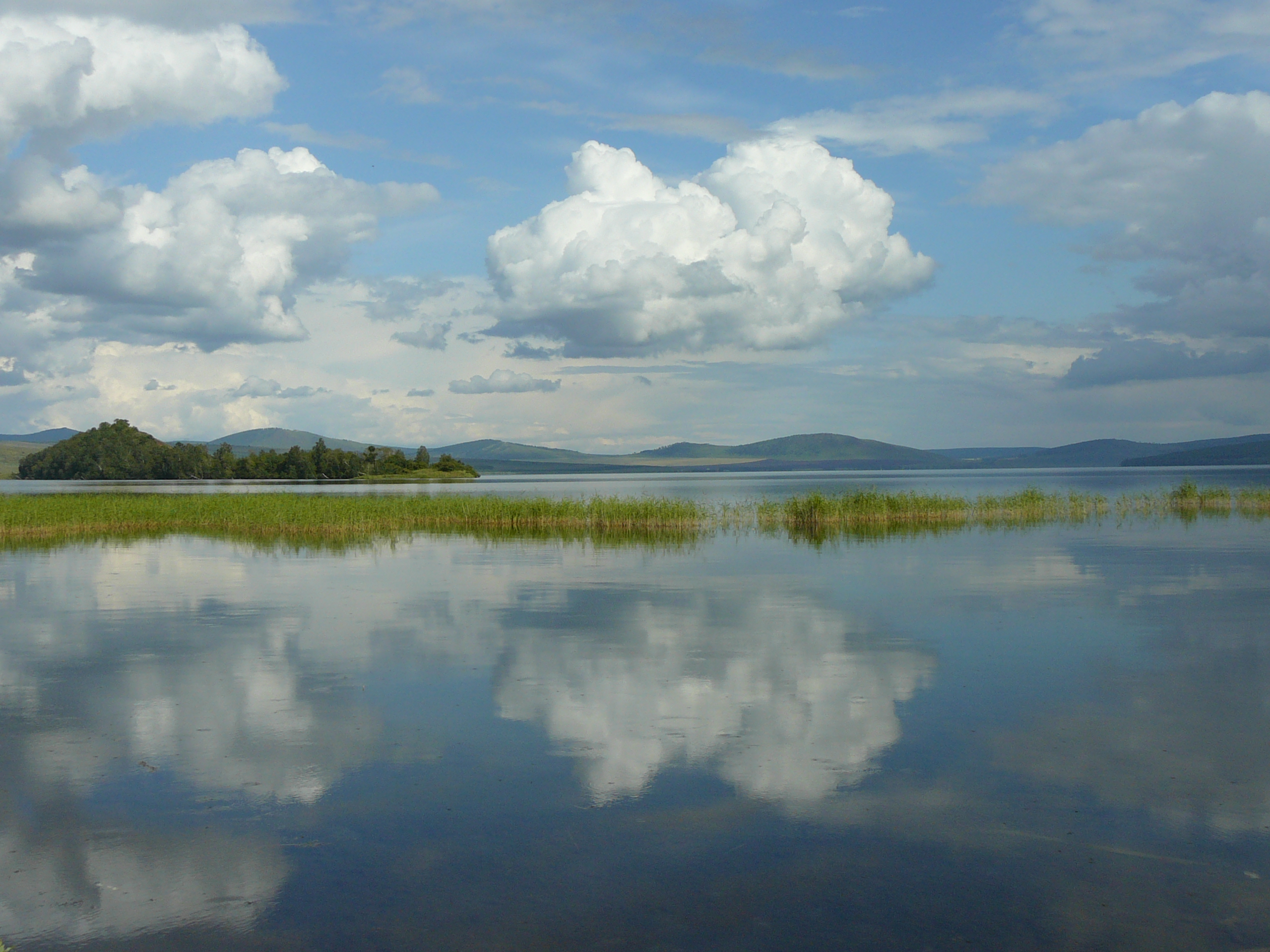
оз. Большое у с. Парная
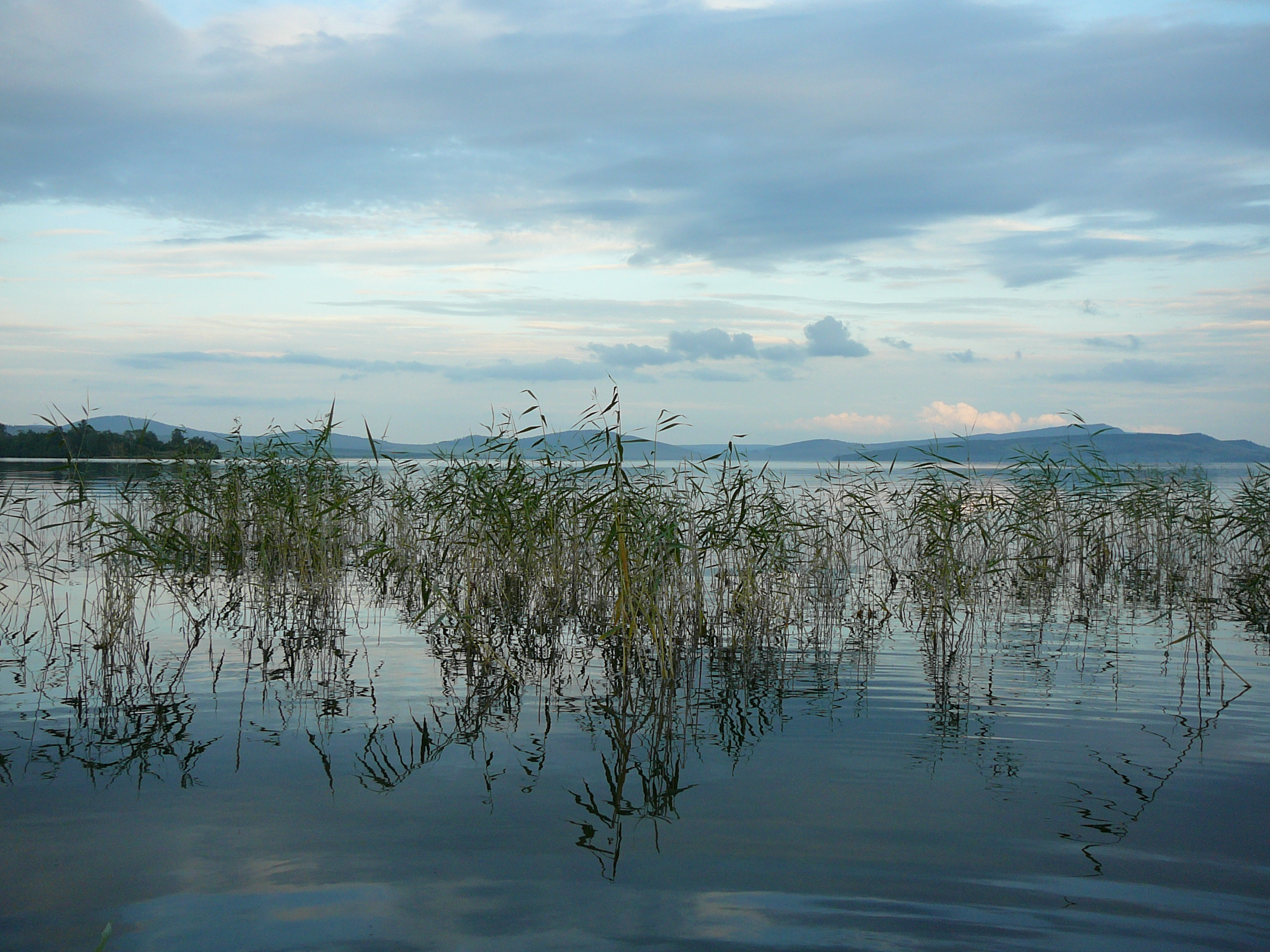
оз. Большое у с. Парная
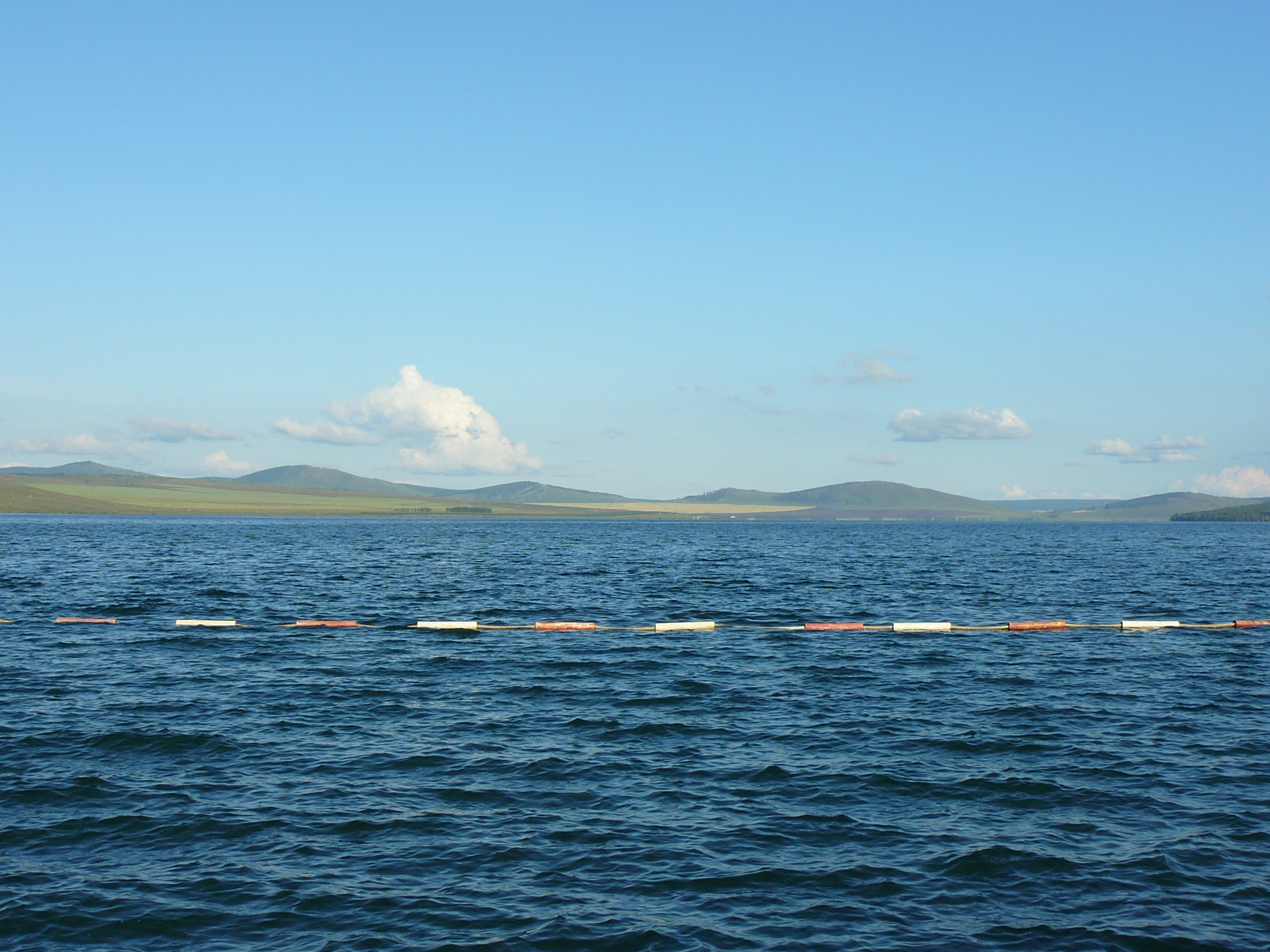
оз. Большое у с. Парная
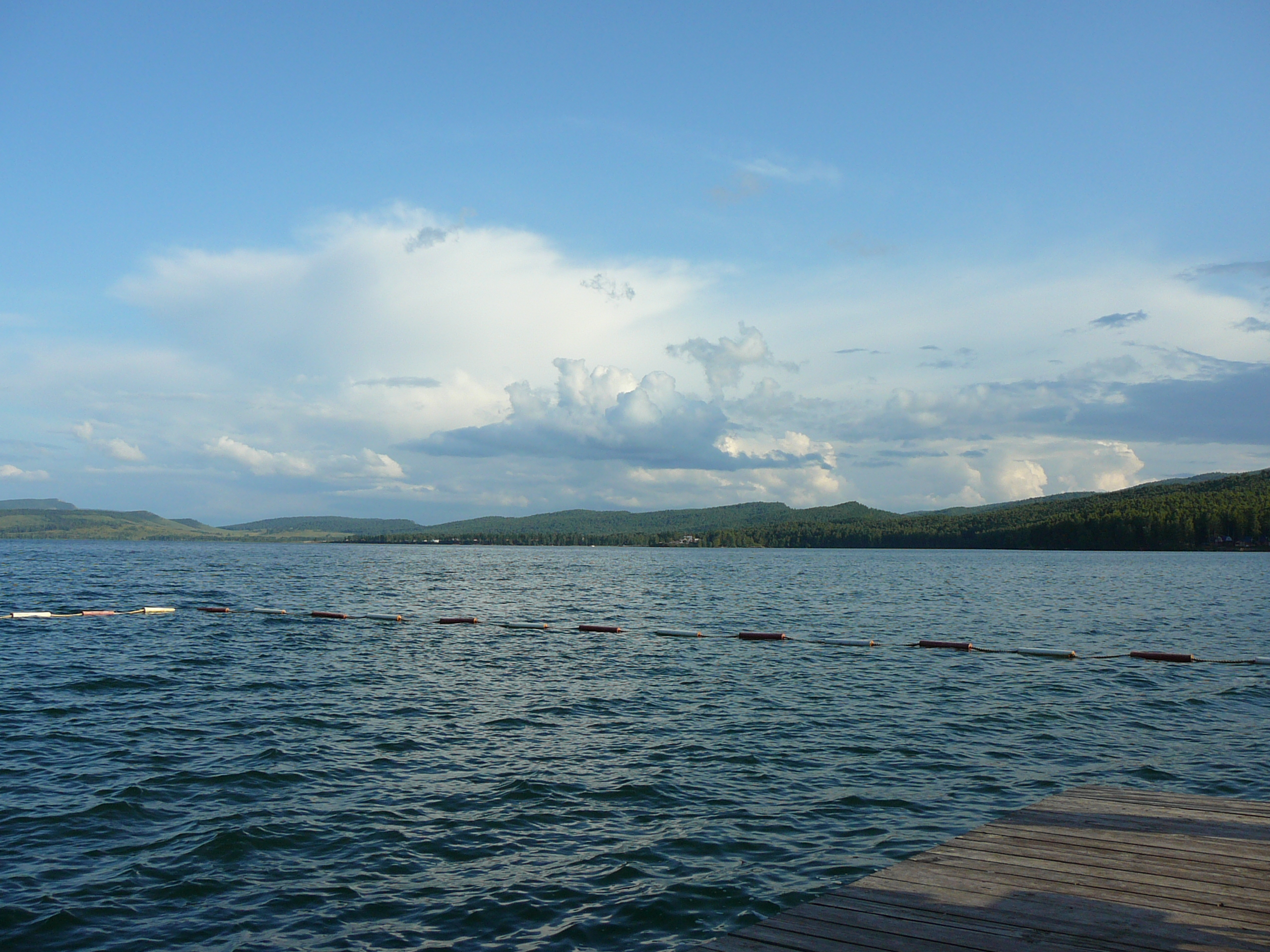
оз. Большое у с. Парная
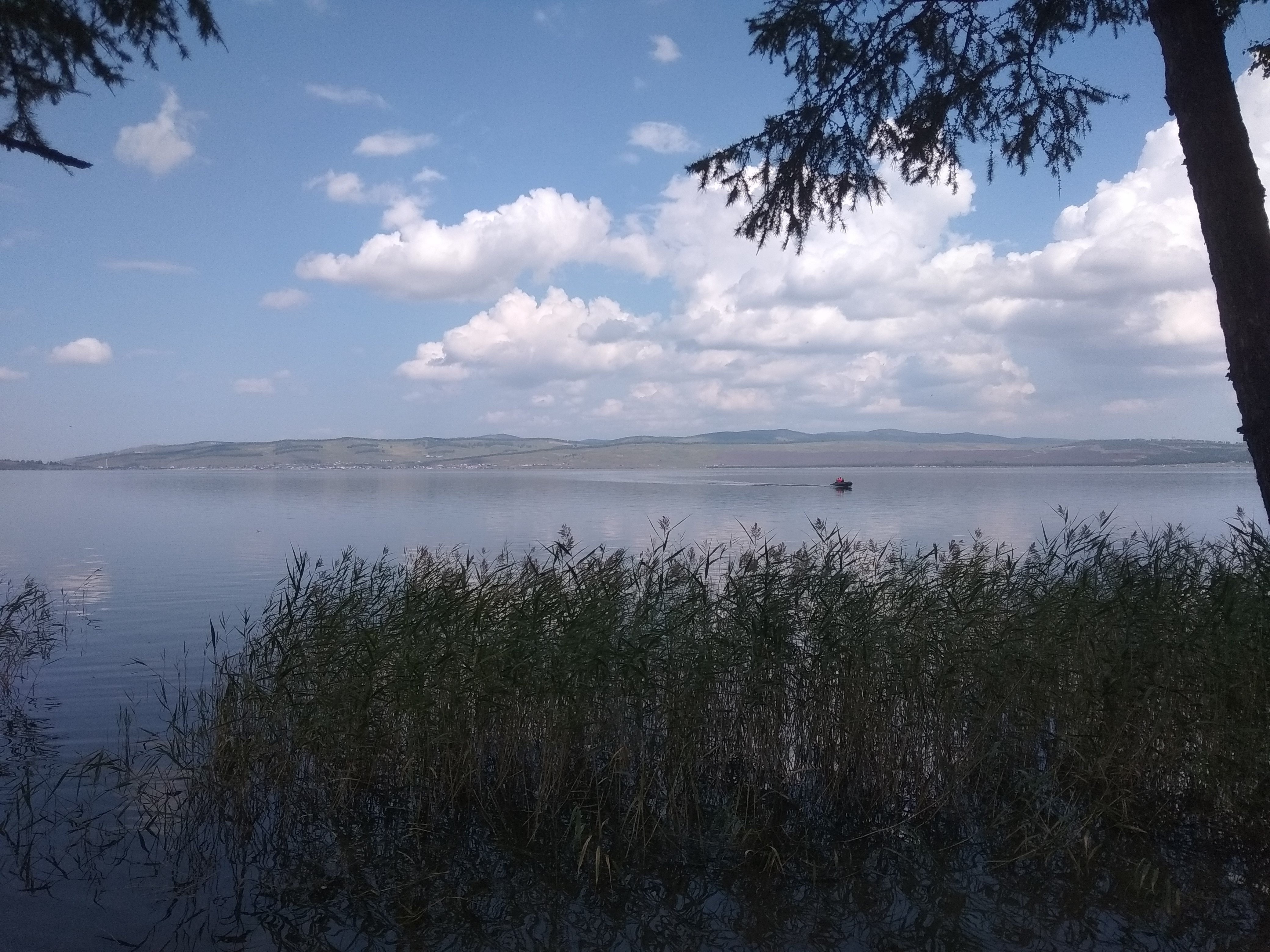
оз. Большое у д. Сартачуль
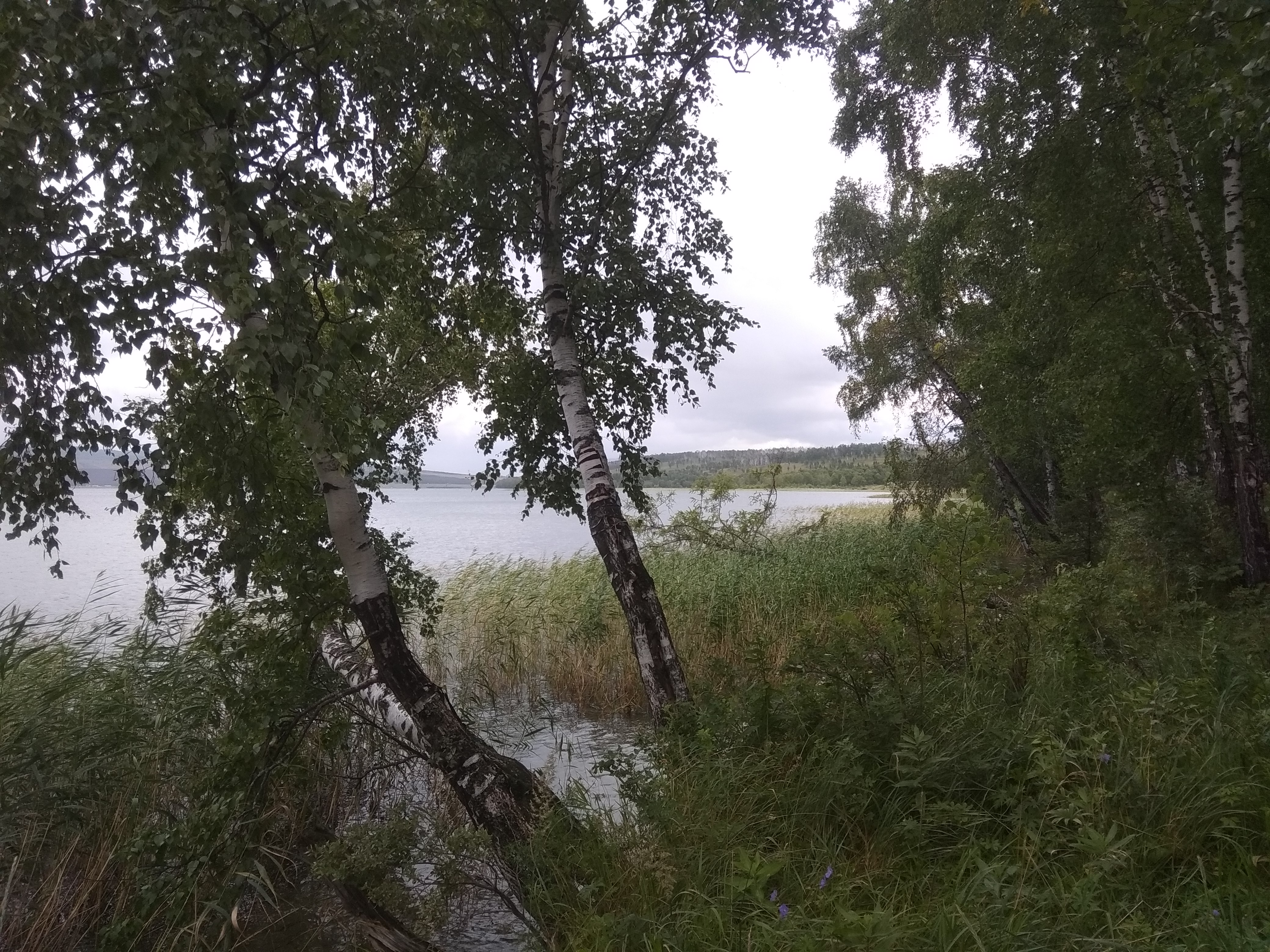
оз. Большое у д. Сартачуль
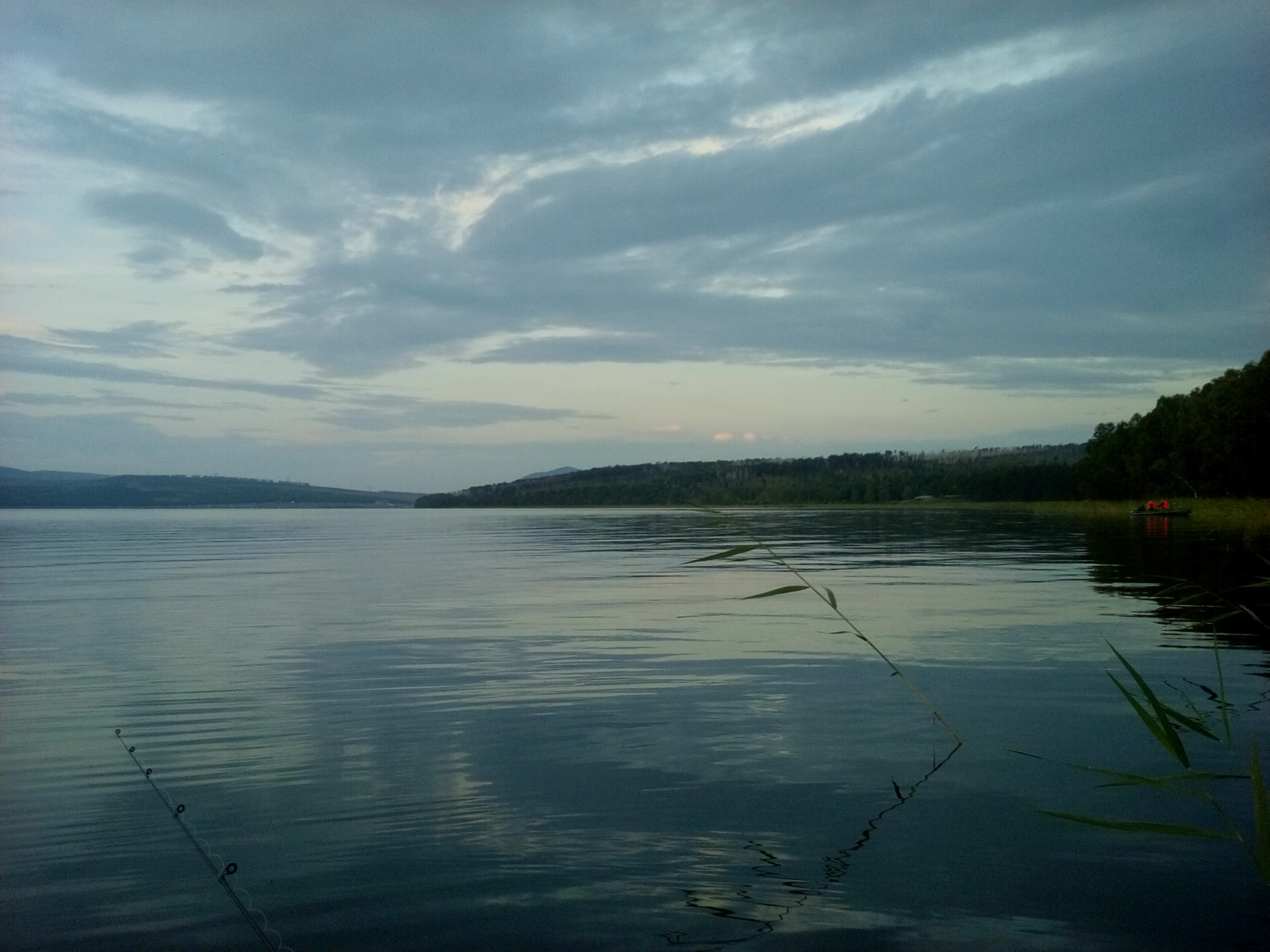
оз. Большое у д. Сартачуль
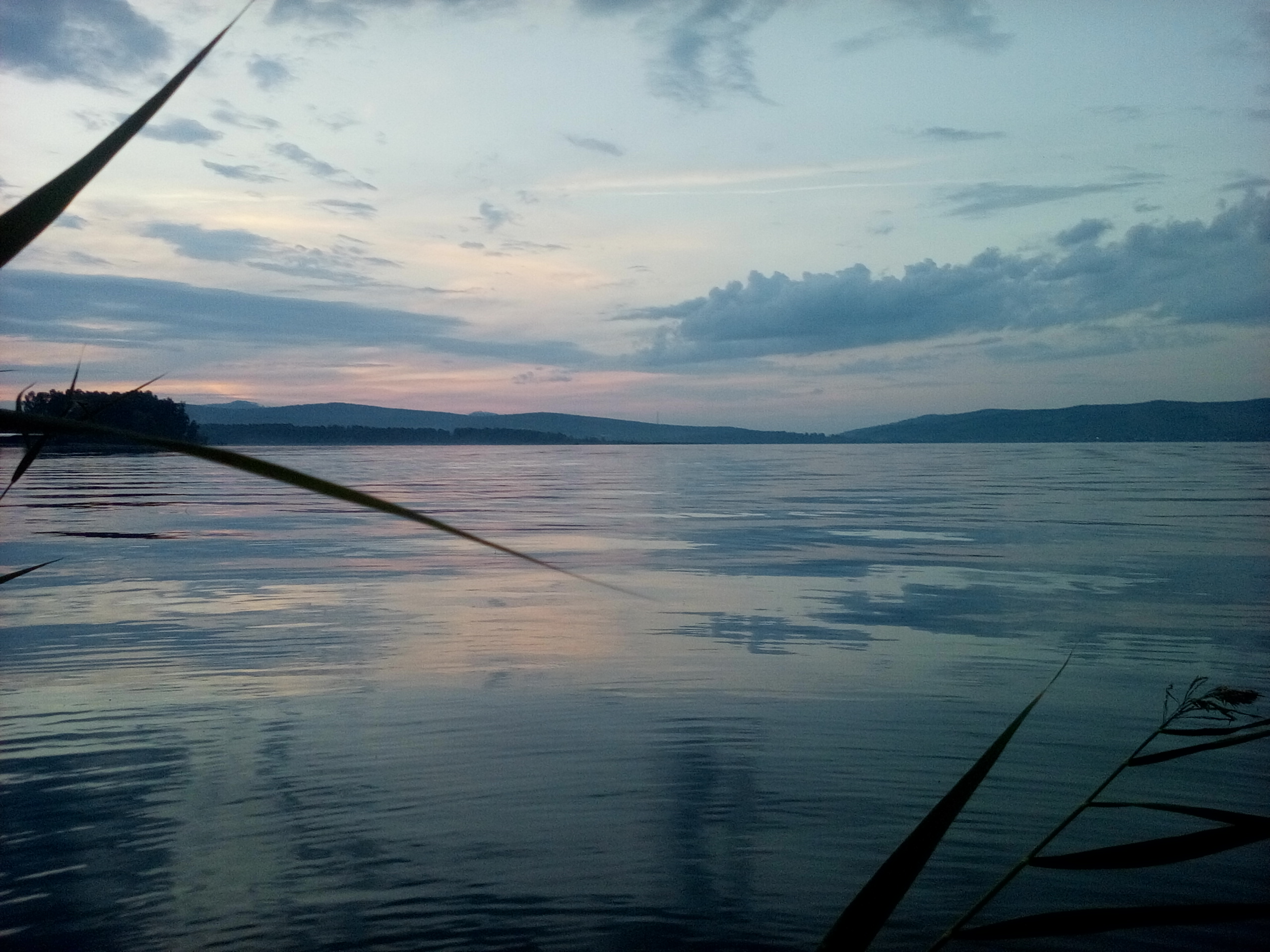
оз. Большое у д. Сартачуль
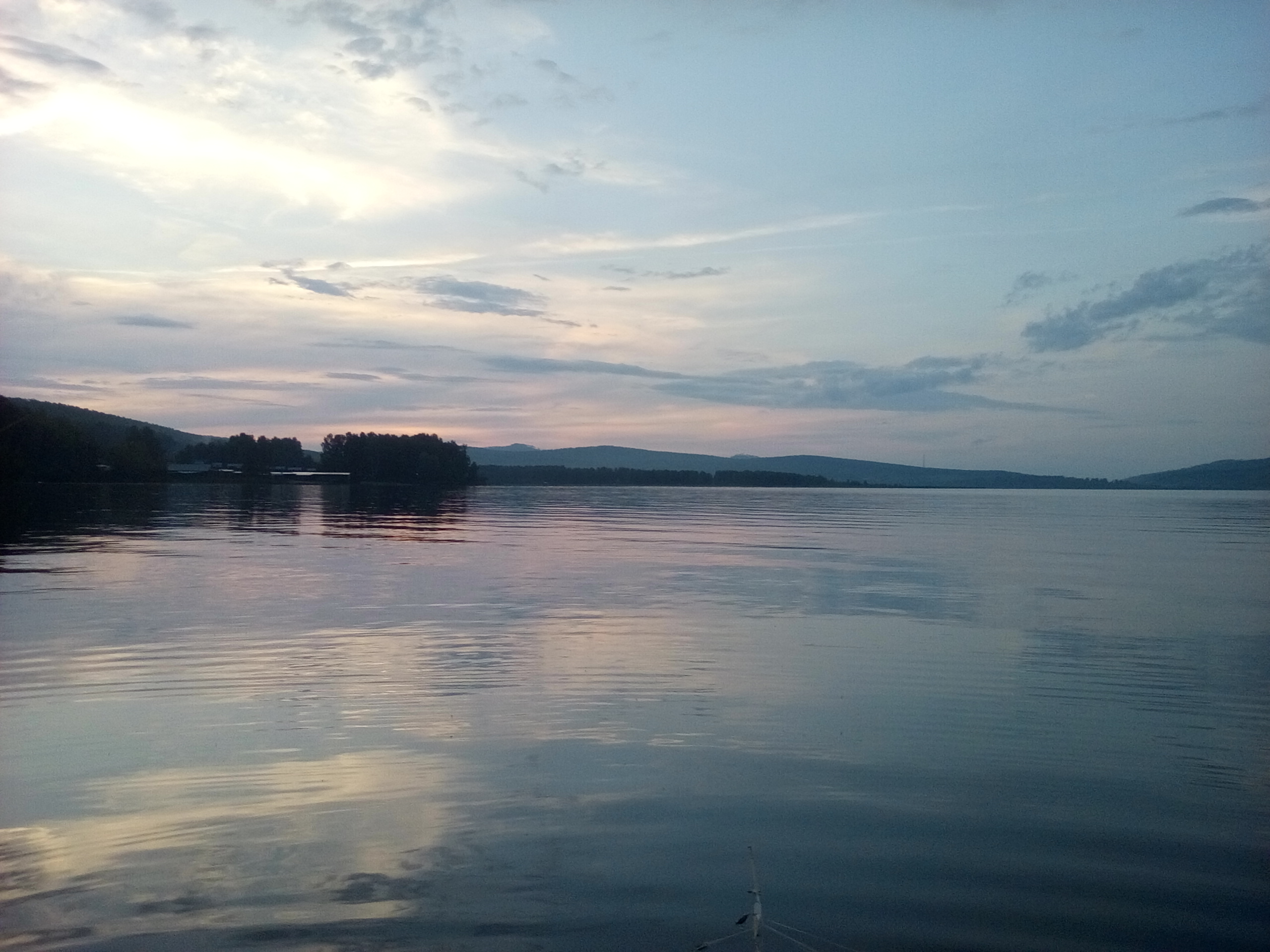
оз. Большое у д. Сартачуль